# ژاک فوا
ژاک فوا (فرانسوی: Jacques Foix‎; ۲۶ نوامبر ۱۹۳۰ – ۱۴ ژوئن ۲۰۱۷) بازیکن فوتبال اهل فرانسه بود.
از باشگاه‌هایی که در آن بازی کرده‌است می‌توان به  باشگاه فوتبال نیس، باشگاه فوتبال تولوز و باشگاه فوتبال سن-اتین اشاره کرد.
وی همچنین در تیم ملی فوتبال فرانسه بازی کرده‌است.